# Ditrichum knappii
Ditrichum knappii là một loài rêu trong họ Ditrichaceae. Loài này được Jur. Limpr. mô tả khoa học đầu tiên năm 1887.